# City Reading (Tre storie western)
City Reading (Tre storie western) è un album in studio collaborativo realizzato dal duo di musica elettronica francese Air e dallo scrittore italiano Alessandro Baricco, che in questo disco narra passi tratti dal suo progetto letterario City.
Il disco è stato pubblicato nel 2003.

## Tracce
Testi di Alessandro Baricco, musiche di Jean-Benoît Dunckel e Nicolas Godin.
1. Bird – 7:20
2. Prologo per la puttana di Closingtown – 2:40
3. Se vuoi capire la loro storia – 1:04
4. Pat Cobhan Ride – 4:13
5. Fanny scivola con le labbra – 2:00
6. Pat Cobhan alza gli occhi – 1:23
7. Young – 2:35
8. 'Affanculo – 4:12
9. Quell'uomo bara, dice – 1:38
10. Finale – 1:35
11. Prologo – 3:20
12. Il primo giorno – 3:39
13. Il secondo giorno – 4:57
14. Il terzo giorno – 5:34
15. l'urlo – 1:16
16. Mondo sparito – 0:54
17. Il quarto giorno – 4:20
18. Macchie di sangue – 1:12
19. Musica – 3:07